# Frederick Knott
Frederick Major Paull Knott (Hankou, 28 augustus 1916 - New York, 17 december 2002) was een Engelse toneelschrijver. Zijn bekendste werken zijn de oorspronkelijk voor toneel geschreven thriller Dial M for Murder, die later in Hollywood werd verfilmd door Alfred Hitchcock, en het toneelstuk Wait Until Dark (1966).
- Bibsys: 90834753
- Biblioteca Nacional de España: XX1308976
- Bibliothèque nationale de France: cb14038864q (data)
- CiNii: DA17807066
- Gemeinsame Normdatei: 13974228X
- International Standard Name Identifier: 0000 0001 1772 7263
- Library of Congress Control Number: n86845652
- Bibliotheek van het Japanse parlement: 001295801
- Nationale Bibliotheek van Tsjechië: js20061103025
- Nationale bibliotheek van Australië: 35277050
- Nationale Bibliotheek van Israël: 987007325036005171
- Nederlandse Thesaurus van Auteursnamen: 07344894X
- SNAC: w6061x7k
- Système universitaire de documentation: 058925120
- Virtual International Authority File: 84255810
- WorldCat: E39PBJyMfPqGvd99b84HDf8KVC